# Thyreonotus corsicus
Thyreonotus corsicus är en insektsart som beskrevs av Jules Pièrre Rambur 1838. Thyreonotus corsicus ingår i släktet Thyreonotus och familjen vårtbitare.

## Underarter
Arten delas in i följande underarter:
- T. c. corsicus
- T. c. montanus